# استنچفیلد، مینه‌سوتا
استنچفیلد (به انگلیسی: Stanchfield) یک منطقهٔ مسکونی در ایالات متحده آمریکا است که در شهرستان ایسانتی، مینه‌سوتا واقع شده‌است. استنچفیلد ۱۱۸ نفر جمعیت دارد و ۲۸۷٫۱۳ متر بالاتر از سطح دریا واقع شده‌است.